# Ceraturgus johnsoni
Ceraturgus johnsoni är en tvåvingeart som beskrevs av Martin 1965. Ceraturgus johnsoni ingår i släktet Ceraturgus och familjen rovflugor.
Artens utbredningsområde är Florida. Inga underarter finns listade i Catalogue of Life.